# 張富業
張富業（？年—？年），字磊菴，江西南昌府人，嘉慶己未科進士，任湖南衡山縣知縣。